# Peltophryne
Peltophryne là một chi động vật lưỡng cư trong họ Bufonidae, thuộc bộ Anura. Chi này có 12 loài và 83% bị đe dọa hoặc tuyệt chủng.

## Hình ảnh

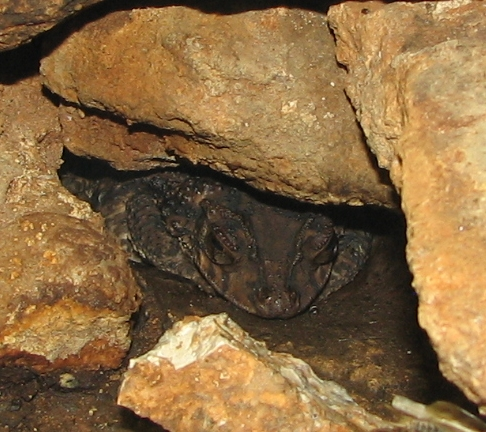